# Casa Sacco
Casa Sacco è un edificio medievale, nel XV secolo dimora del giurista Catone Sacco, di Pavia.

## Storia
Situato in quella che una volta era la piazza di San Giovanni in Borgo, il palazzo fu risistemato nel XV secolo modificando edifici di età precedente. La casa era proprietà dei Sacco, un’importante famiglia pavese di ceto popolare ma pienamente inserita, almeno dalla seconda metà del XIV secolo, nelle istituzioni comunali della città, come il consiglio dei Dodici di Provvisione, e imparentata con gruppi familiari aristocratico, quali i Fiamberti. Il palazzo fu abitato dal noto giurista Catone Sacco, che nel proprio testamento dettato nel 1458 (il sacco poi morì nel 1463)  stabilì che la dimora, insieme alle sue possessioni agricole di Branduzzo, fosse assegnata all’ospedale San Matteo con il vincolo che l’immobile fosse adibito a collegio per i poveri studenti oltramontani che frequentavano l’università di Pavia. Successive controversie legali tra la vedova del Sacco, Caterina Bassi, e i nipoti del giurista procrastinarono l’apertura del collegio, che aprì i battenti solo nel 1480, ospitando, inizialmente, cinque studenti di area francese e tedesca. Tuttavia, il collegio non ebbe una vita lunghissima, gli sconvolgimenti causati delle guerre d’Italia e gli assedi subiti da Pavia, causarono, in occasione di quello del 1525, la chiusura dell’ente. Nel 1549 alcuni eredi del Sacco, appoggiati da diversi studenti stranieri, chiesero all’ospedale San Matteo la riapertura del collegio. Ne scaturì una causa legale tra gli amministratori dell’ospedale, che volevano destinare il palazzo ad altra destinazione, e i Sacco. La vertenza fu risolta solo nel 1556 dal senato di Milano che, poco propenso ad incrementare la presenza di francesi e tedeschi (non sudditi di Filippo II) all’interno dell’unica università del ducato, rigettò la richiesta dei Sacco. Nel 1601 la casa divenne sede della Pia Casa di Soccorso Santa Margherita, fondata grazie al lascito del mercante Baldassarre Landini e destinata all’assistenza delle ragazze indigenti o in stato di difficoltà economica o sociale. A fianco del palazzo, nel 1604, fu creato anche un piccolo oratorio, ora sconsacrato, dedicato a Santa Margherita e utilizzato dalle ospiti della Casa di Soccorso. Dal 1879 al 1921 l’ente fu trasformato nell’Istituto Ricovero Mendicità, attivo anche nell’assistenza degli anziani, mentre, dal 1924 al 1939, il palazzo ospitò l’istituto per la cura della malattie polmonari Carlo Forlanini. Successivamente l’immobile fu sede dell’istituto di Riabilitazione Cura Santa Margherita fino ai primi anni del XXI secolo, quando l’ente fu spostato in uno nuova e più grande struttura, posta nella periferia di Pavia, e il palazzo fu ceduto a privati. Nel 2022, in occasione dei restauri del palazzo, fu intrapresa un’indagine archeologica che portò al ritrovamento di resti di edifici e reperti dall’età romana fino a quella moderna.

## Descrizione
Dell’originaria dimora quattrocentesca si conserva il prospetto rivolto alla piazza e posto di fronte al collegio Borromeo. L’edificio, di due piani, pur oggetto di numerose manomissioni in età moderna per adeguarlo alle nuove destinazioni d’uso, mantiene alcune finestre dotate di archi a sesto acuto in cotto e, sul lato settentrionale, è dotato di una piccola torre di quattro piani, scanditi da fasce marcapiano, provvista di finestre con arco sempre a sesto acuto e terminate con un’altana. Decorata, alla base, da una cornice di mattoni disposti a dentelli. Sempre affacciato sulla piazza, a fianco della dimora medievale, si trova anche il piccolo oratorio di Santa Margherita, caratterizzato da un’apertura circolare sopra la porta d’ingresso. La restante parte degli edifici dell’ex istituto furono realizzato, conservando la medesima altezza del palazzo quattrocentesco, nel 1924 e si saldano, lungo via Perelli, con i resti di un tratto della seconda cerchia urbana (sorta a partire dalla metà dell’XI secolo) di Pavia.